# NGC 1072
NGC 1072 è una vasta galassia a spirale barrata situata nella costellazione della Balena, a una distanza di circa 374 milioni di anni luce dalla nostra Via Lattea.

## Scoperta
La galassia è stata scoperta nel 1886 dall'astronomo francese Édouard Stephan. Il 24 gennaio 1898 venne nuovamente osservata dall'astronomo francese Stéphane Javelle e in base a queste osservazioni, inserita nell'Index Catalogue con il codice IC 1837.

## Descrizione
NGC 1072 ha una classe di luminosità II e presenta una larga riga a 21 cm dell'idrogeno neutro.
Il database SIMBAD la classifica come galassia LINER, cioè una galassia il cui nucleo presenta uno spettro di emissione caratterizzato da larghe righe di atomi debolmente ionizzati.

## Supernova
Il 18 gennaio 2004, all'interno di NGC 1072 è stata scoperta la supernova SN 2004I da B. Swift, J. Burket, J. Graham, R. J. Foley e W. Li nel corso del programma LOSS (Lick Observatory Supernova Search) dell'Osservatorio Lick.. La supernova è stata classificata di tipo II.